# Kathleen Munroe
Kathleen Munroe (Hamilton, Ontario; 9 de abril de 1982) es una actriz canadiense de cine y televisión.

## Vida personal
Munroe es originaria de Hamilton, Ontario y actualmente reside en Los Ángeles. Estudió cine en la Universidad de Toronto y en 2010 ganó el premio ACTRA en la categoría de Interpretación femenina sobresaliente. Munroe escribe y toca música, habla fluidamente inglés y francés, y actualmente se identifica como queer.

## Filmografía
| Cine | Cine                                | Cine                 | Cine                                                                                                  |
| Año  | Título                              | Rol                  | Notas                                                                                                 |
| ---- | ----------------------------------- | -------------------- | --- |
| 2002 | Drummer Boy                         | Lexus                | |
| 2004 | Eternal                             | Connie               | |
| 2005 | The White Dog Sacrifice             | Kim                  | |
| 2005 | Ice Age Columbus                    | Zia                  | Docupelícula                                                                                          |
| 2005 | Decoding Aleil                      | Aleil Camden         | Cortometraje                                                                                          |
| 2006 | Perennial                           | Carly                | Cortometraje Nominada a Mejor Actriz por el 'Premio Gavilla de Oro' en el Festival de cine de Yorkton |
| 2008 | Cutting for Stone                   | Lexua                | |
| 2008 | Sticks & Stones Will Break My Heart | Mujer                | Cortometraje                                                                                          |
| 2009 | Let Him Be                          | Kathleen Joyce       | |
| 2009 | Survival of the Dead                | Janet / Jane O'Flynn | |
| 2016 | The Void                            | Allison Fraser       | |
| 2017 | A Family Man                        | Toni                 | |

| Televisión | Televisión                                      | Televisión                         | Televisión                                                                                            |
| Año        | Título                                          | Rol                                | Notas                                                                                                 |
| ---------- | ----------------------------------------------- | ---------------------------------- | --- |
| 2001       | Dying to Dance                                  | (Sin acreditar)                    | Película para televisión                                                                              |
| 2002       | Last Call                                       | Scottie Fitzgerald                 | Película para televisión                                                                              |
| 2003       | Family Curse                                    | Gina                               | Película para televisión                                                                              |
| 2003       | 111 Gramercy Park                               | Elizabeth                          | Película para televisión                                                                              |
| 2003       | 1-800-Missing                                   | Secretaria                         | Episodio: «Thin Air»                                                                                  |
| 2003       | Tarzan                                          | Rachel                             | Episodio: «Secrets and Lies»                                                                          |
| 2004       | Show Me Yours                                   | Joven Irene                        | Episodio: «War & Peace»                                                                               |
| 2004       | The Murdoch Mysteries                           | Sra. Eakins                        | Episodio: «Poor Tom Is Cold»                                                                          |
| 2004       | Kevin Hill                                      | Monica Salzburg                    | Episodio: «Making the Grade»                                                                          |
| 2005       | Ice Age Columbus: Who Were the First Americans? | Zia                                | Documental para televisión                                                                            |
| 2005–06    | Beautiful People                                | Annabelle Banks                    | Elenco principal, 15 episodios                                                                        |
| 2007       | Suspect                                         | Detective Mary Grosz               | Película para televisión                                                                              |
| 2007       | The Dresden Files                               | Heather Bram                       | Episodio: «Hair of the Dog»                                                                           |
| 2007       | Durham County                                   | Nathalie Lacroix                   | 6 episodios                                                                                           |
| 2007, 2012 | Supernatural                                    | Madre de Katie / Elizabeth         | Episodios: «The Kids Are Alright», «Citizen Fang»                                                     |
| 2007       | Moonlight                                       | Tina Haggans                       | Episodio: «Fleur de Lis»                                                                              |
| 2008       | Cold Case                                       | Brenda MacDowell                   | Episodio: «The Road»                                                                                  |
| 2008       | Accidental Friendship                           | Tami Baumann                       | Película para televisión                                                                              |
| 2008–12    | CSI: NY                                         | Samantha Flack                     | 4 episodios                                                                                           |
| 2009       | Without a Trace                                 | Natalia Baldwin                    | Episodio: «Hard Landing»                                                                              |
| 2009       | Flashpoint                                      | Laura Scheinmann                   | Episodio: «Last Dance» (Ganadora del Premio ACTRA en 2010 a la Interpretación femenina sobresaliente) |
| 2009       | NCIS: Los Ángeles                               | Aimee Su                           | Episodio: «Killshot»                                                                                  |
| 2010       | The Wild Girl                                   | Margaret Hawkins                   | Película para televisión                                                                              |
| 2010, 2012 | Republic of Doyle                               | Jane Doe / Annabelle               | Episodios: «The Woman Who Knew Too Little», «Con, Steal, Love»                                        |
| 2010–11    | Stargate Universe                               | Amanda Perry                       | 4 episodios                                                                                           |
| 2010–13    | Call Me Fitz                                    | Ali Devon                          | Elenco principal, 33 episodios                                                                        |
| 2010–11    | Haven                                           | Audrey Parker                      | Elenco recurrente, 4 episodios                                                                        |
| 2011–12    | Alphas                                          | Danielle Rosen                     | Elenco recurrente, 8 episodios                                                                        |
| 2011       | Nikita                                          | Leela Kantaria                     | Episodio: «Coup de Grace»                                                                             |
| 2011       | Against the Wall                                | Eileen                             | Episodio: «We Protect Our Own»                                                                        |
| 2014       | Resurrection                                    | Rachael Braidwood                  | Elenco recurrente, 16 episodios                                                                       |
| 2015       | Motive                                          | Ashley Kirkwell                    | Episodio: «Purgatory»                                                                                 |
| 2015–18    | Patriot                                         | Alice Tavner                       | Elenco principal                                                                                      |
| 2016       | Second Chance                                   | Liz Kenyon                         | Episodio: «Admissions»                                                                                |
| 2016       | NCIS: New Orleans                               | Anita Karr                         | Episodio: «Means to an End»                                                                           |
| 2016       | Scorpion                                        | Oksana Nastrova                    | Episodio: «Chernobyl Intentions»                                                                      |
| 2017       | Law & Order: Special Victims Unit               | Evelyn Bundy                       | Episodio: «Contrapasso»                                                                               |
| 2019       | Chicago Med                                     | Andrea Danover                     | Episodio: «Infection: Part 2»                                                                         |
| 2019       | Chicago P.D.                                    | Andrea Danover                     | Episodio: «Infection: Part 3»                                                                         |
| 2020       | S.W.A.T.                                        | Alicia Baldwin                     | Episodio: «Stigma»                                                                                    |
| 2020-22    | FBI                                             | Subdirectora del FBI Rina Trenholm | Elenco recurrente                                                                                     |
| 2023       | Law & Order: Organized Crime                    | Rika Harold                        | 2 episodio                                                                                            |
| 2023       | City on Fire                                    | Detective PJ McFadden              | Elenco principal                                                                                      |
| 2024       | Law & Order Toronto: Criminal Intent            | Frankie Bateman                    | Elenco principal                                                                                      |